# Науэн
Науэн (нем. Nauen, пол. Nowe) — город в Германии, в земле Бранденбург.
Входит в состав района Хафельланд. Занимает площадь 266,77 км². Официальный код — 12 0 63 208.

## История
Впервые Науэн упоминается как Nowen в 1186 году в акте епископа Бранденбургского Бальдерама (ранее первое упоминание относили к 981 году). По одной из версий, город получил своё название от семьи, переселившейся из одноимённого села в Западном Гарце. В 1292 в Науэне появилось городское право, в 1302 — первая ратуша, а в 1317 марккграф Вальдемар дал городу право рыночной торговли. В средние века в городе уже селились евреи; впоследствии в 1800 году была открыта синагога, а в 1819 — еврейское кладбище в пригородном районе Вайнберг.
В 1414 году город пережил сильный пожар в ходе кампании Дитриха фон Квитцова, а в 1631 был частично разрушен войсками Тилли.
27 июня 1675 г. в окрестностях города произошло столкновение между бранденбургскими и шведскими войсками, сражавшимися в ходе датско-шведской войны. Бранденбуржцы одержали в этом бою победу.
С 1716 г. здесь квартируют солдаты; в 1732 кронпринц Фридрих провёл в Науэне три месяца в качестве командира батальона. В 1767 в городе были построены две казармы в районе нынешнего ведомства ландрата.
В 1816 году был образован округ Остхафельланд, центром которого в 1826 стал Науэн. Этот статус он сохранял до окружной реформы 1993 года. В 1846 г. через Науэн прошла железная дорога Берлин — Гамбург, в 1890 открылось пригородное сообщение с Берлином. С 20 сентября 1901 до 1 апреля 1961 Науэн был конечной станцией железной дороги Ратенов — Зенцке — Науэн.
В 1865—1930 гг. в городе было осуществлено множество крупных проектов. В 1865 был открыт городской газовый завод, в 1869 — старшая школа для мальчиков, в 1883 основана добровольная пожарная служба, в 1889 открылась сахарная фабрика, в 1891 — новая ратуша. В 1906 г. в Науэне открылся опытный радиопередатчик, который начали использовать полноценно в 1921; на сегодняшний день он является старейшим радиопередатчиком в мире. В 1907 г. в городе открылась окружная больница. В феврале 1911 ураган повалил башню новой ратуши; она пробила крышу, а шпиль застрял в потолке зала собраний. В 1912 было введено электрическое освещение, в 1916 построено здание гимназии на Паркштрассе, в 1923 открыта городская купальня, в 1930 по всему центру города была проложена канализация.
В 1933 г. цементная фабрика в районе Бёрнике была реорганизована в концлагерь, представлявший собой часть одного из первых нацистских лагерей, Ораниенбурга. Здесь содержалось от 150 до 500 политических заключённых, из которых по меньшей мере десять были убиты, а некоторые другие погибли из-за условий содержания.
20 апреля 1945 г. город подвергся воздушному удару американцев, в ходе которого погибло около 60 человек. Вокзал и прилегающие районы были серьёзно разрушены.
7 января 1994 был принят герб, изображающий голубого карпа на серебряном фоне.
26 октября 2003 в состав города вошли коммуны Берге, Бергердамм, Бёрнике, Гросс Бениц, Кинберг, Кляйн Бениц, Литцов, Марке, Риббек, Титцов и Вахов.

## Население
| Год  | Население |
| ---- | --------- |
| 1990 | 17 140    |
| 1995 | 16 329    |
| 2000 | 16 695    |
| 2005 | 16 649    |
| 2010 | 16 684    |
| 2015 | 16 943    |
| 2020 | 18 540    |

## Достопримечательности
- Ратуша: кирпичное здание в стиле неоготики, 1888—1891.
- Евангелическая церковь Святого Иакова: кирпичное здание в стиле поздней готики, 1400 год (хоры — вторая половина XV века). После пожара церковь была отстроена в 1695 году заново. Башня 55-метровой высоты, увенчанная барочным навершием, была возведена в 1707 на фундаменте, сохранившемся с XII века. В церкви находится орган, выполненный в 1874 фирмой Хеерваген.
- Католическая церковь Святых Петра и Павла: неороманская кирпичная базилика, 1905—1906.
- Исторический центр города с постройками XVII—XX веков.
- Гимназия имени Гёте: построена Максом Таутом в 1916 году.
- Водонапорная башня: построена в 1898, сейчас признана историческим памятником. После обновления в 2006 используется для жилья, став наиболее высоким жилым зданием города.
- Фахверковая церковь в Марке: построена в 1697 вместо прежней обветшавшей церкви. В ней находятся статуи апостолов дореформационных времён, картина школы Кранаха, кафедра и хоры начала XVIII века, рисунки в стиле ар-деко 1930-х.
- Памятный камень, посвящённый жертвам концлагеря в Бёрнике. Поставлен в 1975 г. на территории бывшей фабрики.
- Советское братское кладбище, посвящённое погибшим советским солдатам и заключённым других наций. Ранее находилось на Берлинер Штрассе, затем было перенесено на территорию городского кладбища.
- Памятный камень на месте бывшей синагоги (Гётештрассе, 11), установленный в 1988 году.
- Скульптура работы Инго Велльмана, посвящённая согражданам-евреям, подвергавшимся преследованиям и убитым. Установлена также в 1988, на еврейском кладбище Ам Вайнберг.

С 2008 в Науэне имеется блошиный рынок, где дважды в месяц проводится оживлённая торговля.
В городе проходила часть съёмок фильма «Бесславные ублюдки».

## Галерея

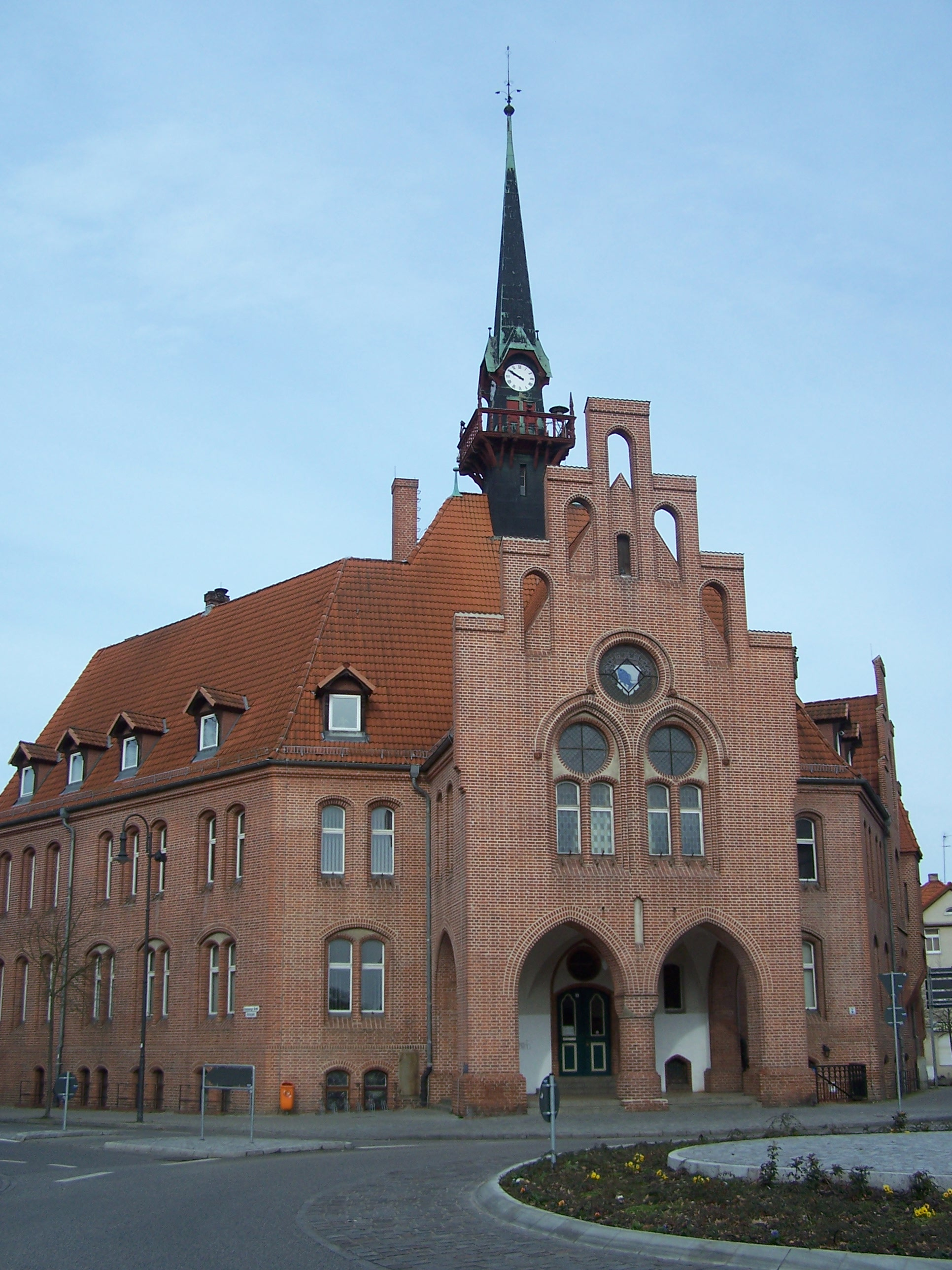
Новая ратуша
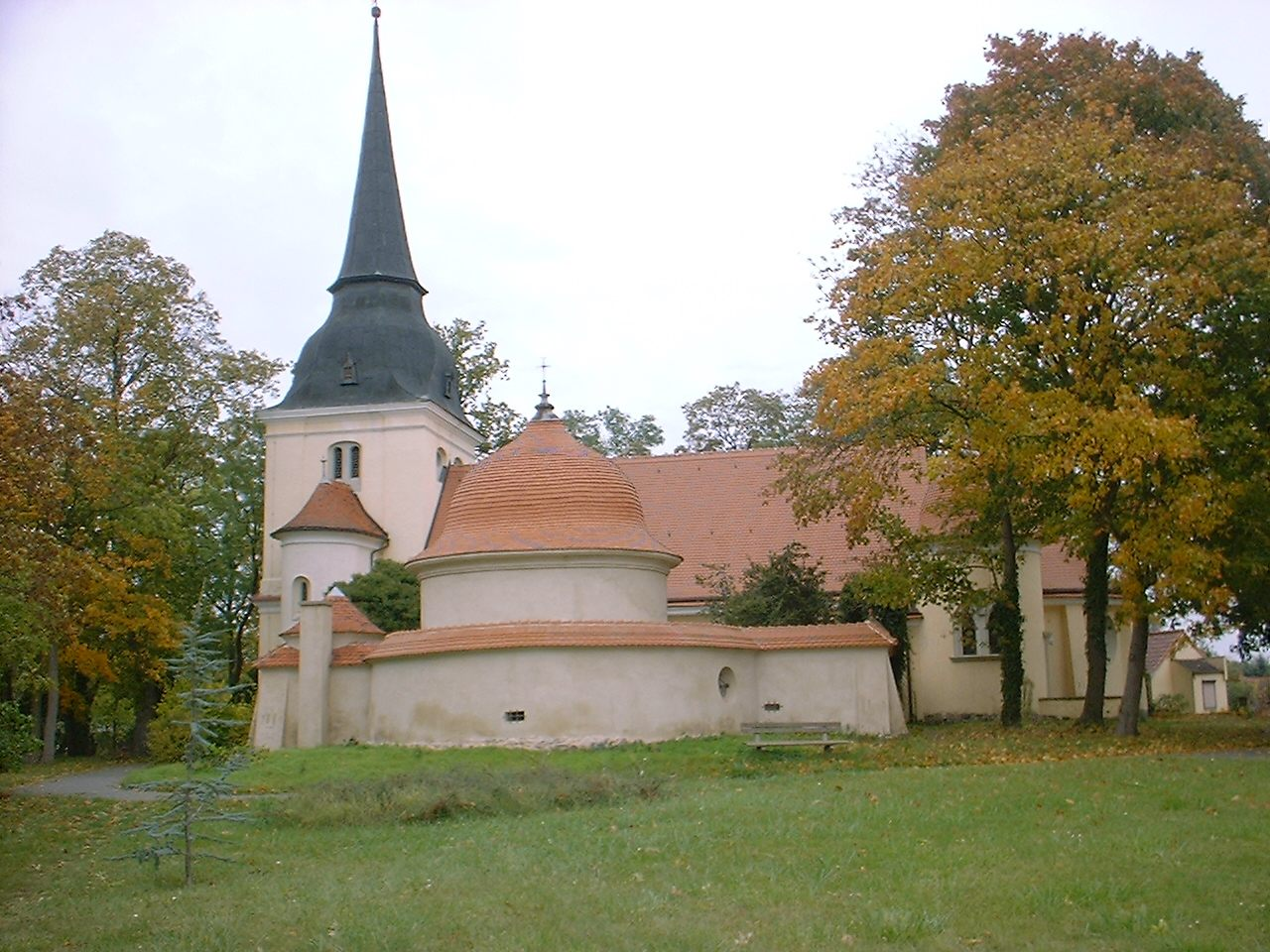
Kirche mit der Grablege
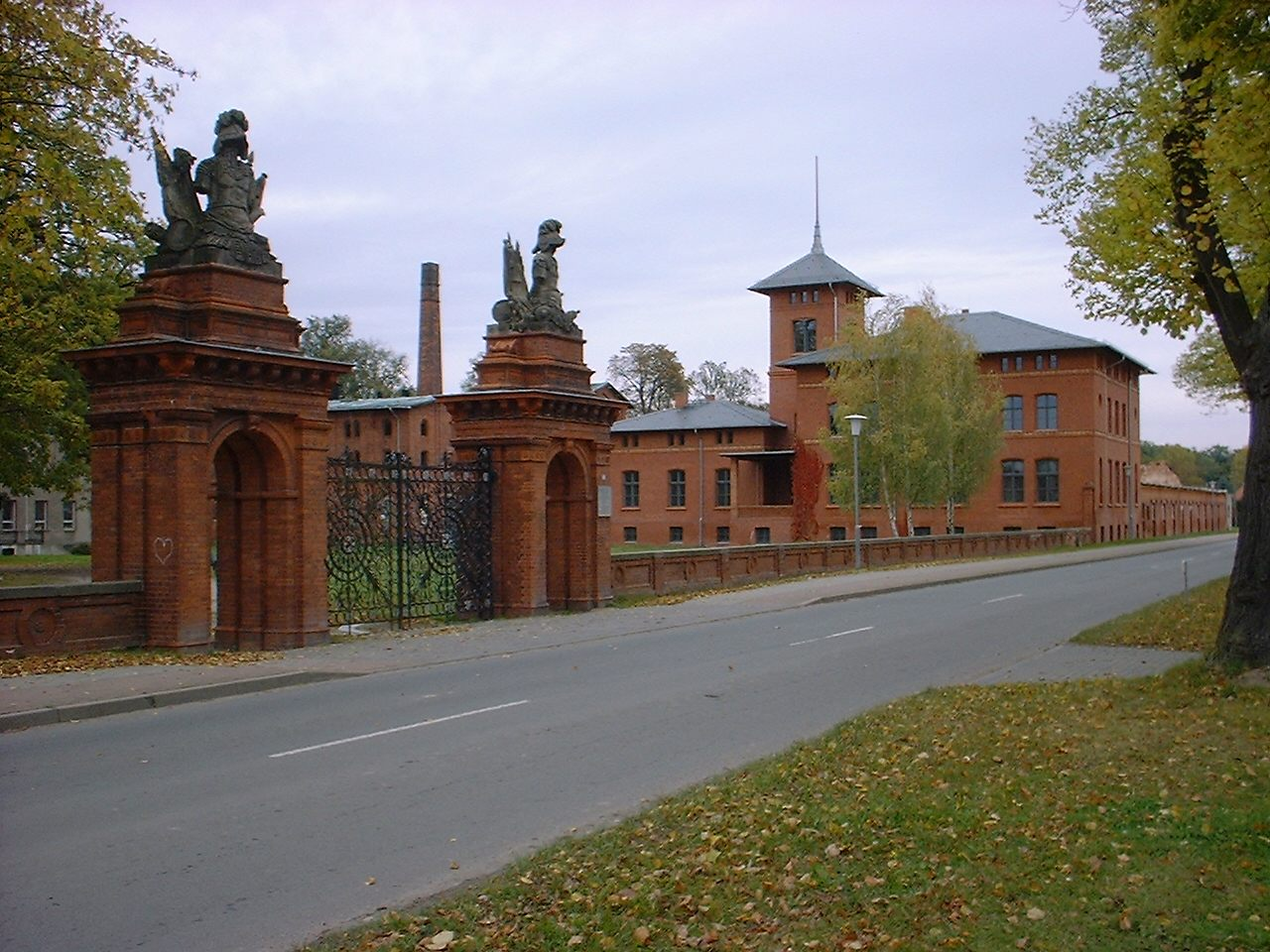
Landgut der Stobers, ehemals Landgut der Borsigs
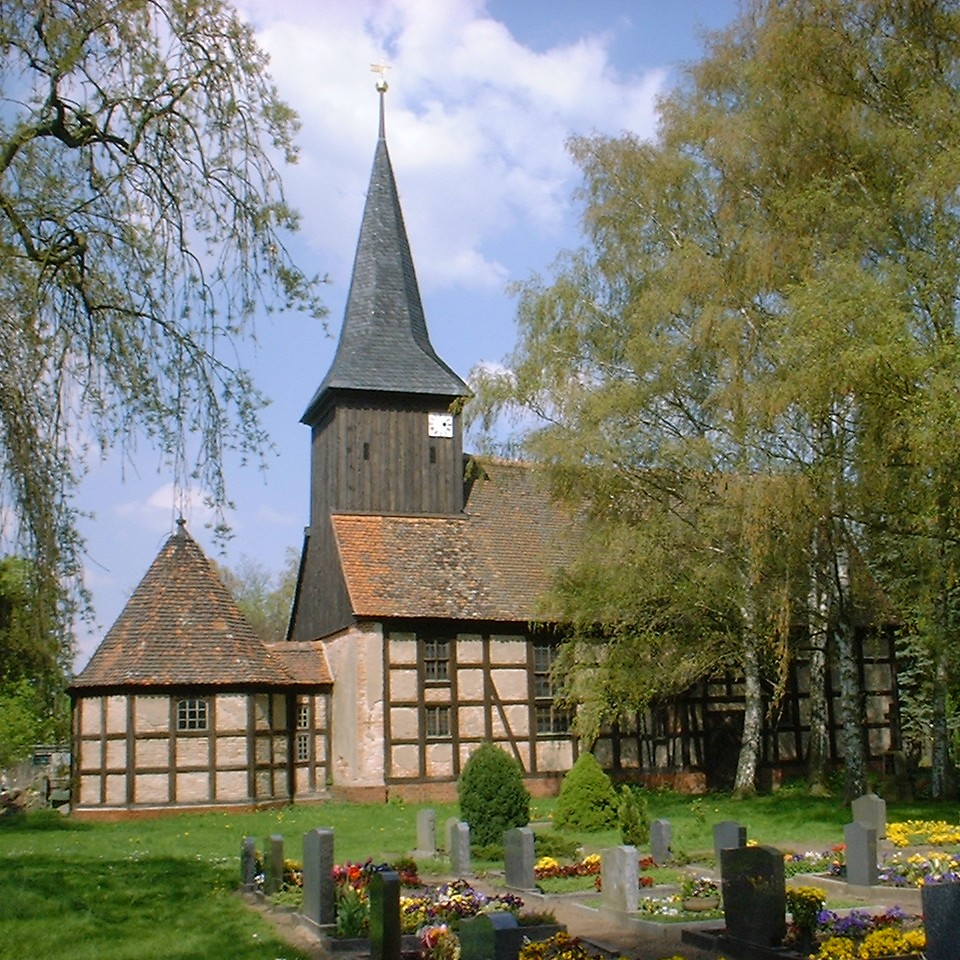
Церковь в районе Марке
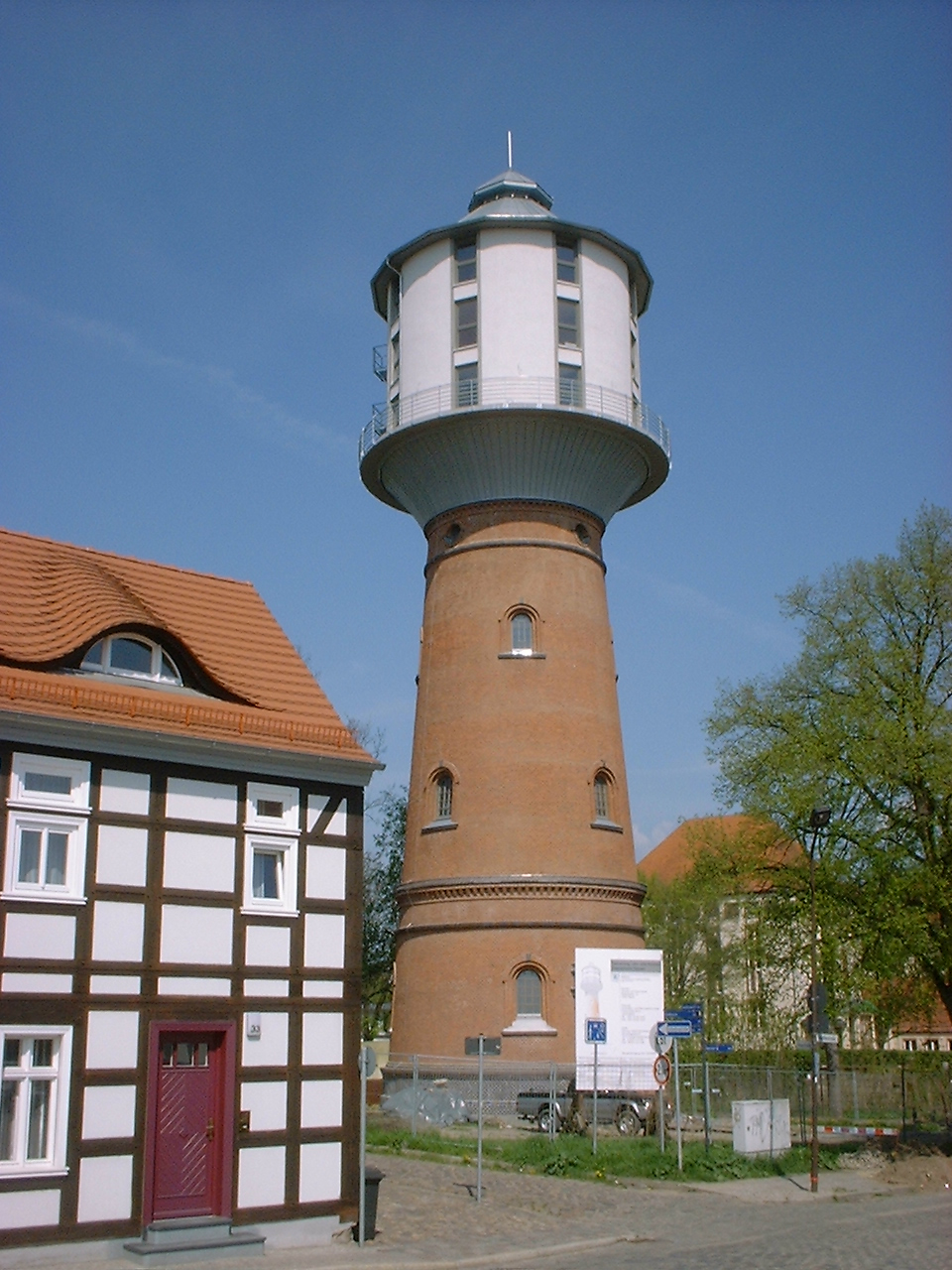
Водонапорная башня
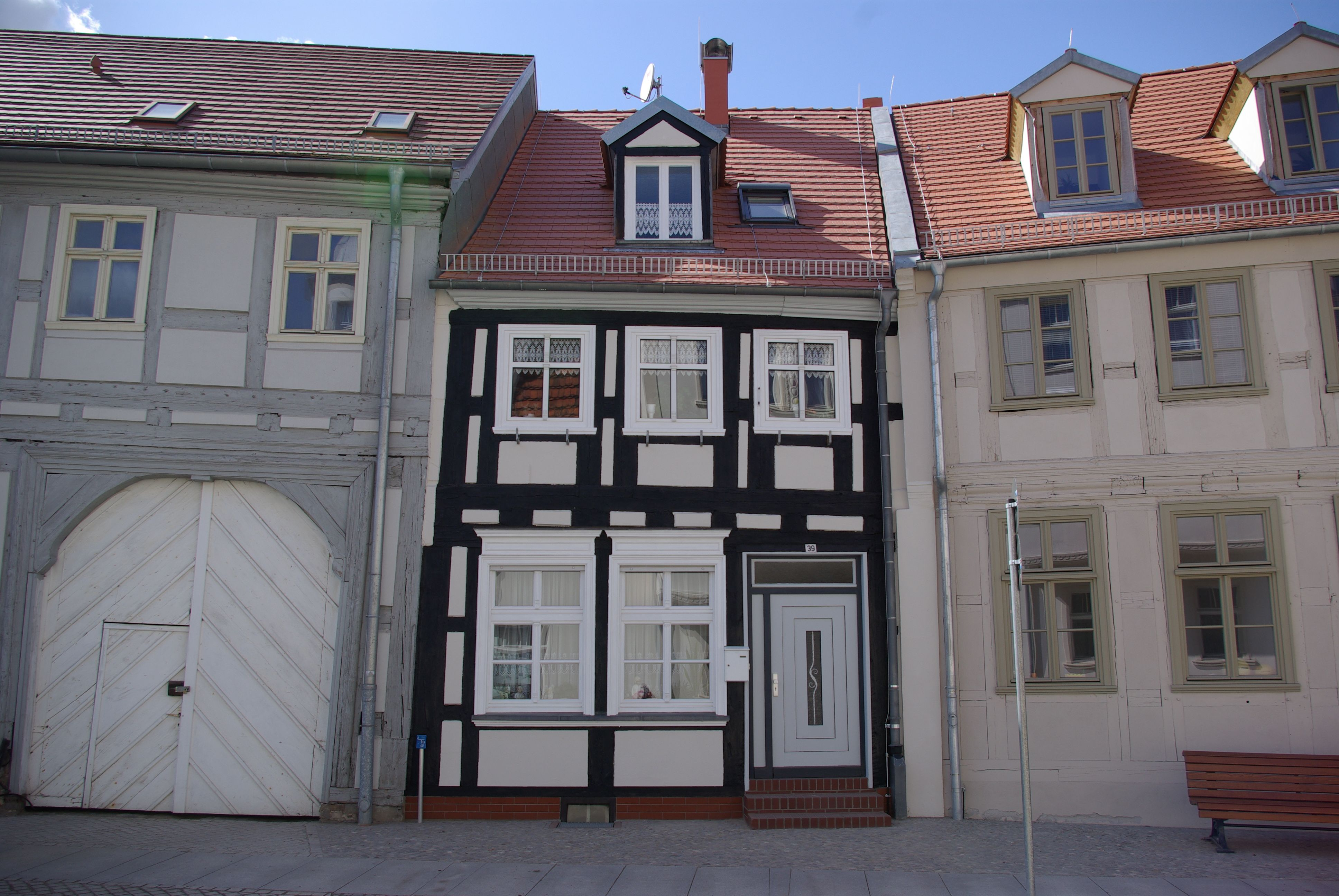
Schmales Fachwerkhaus in der Altstadt von Nauen (Goethestraße)
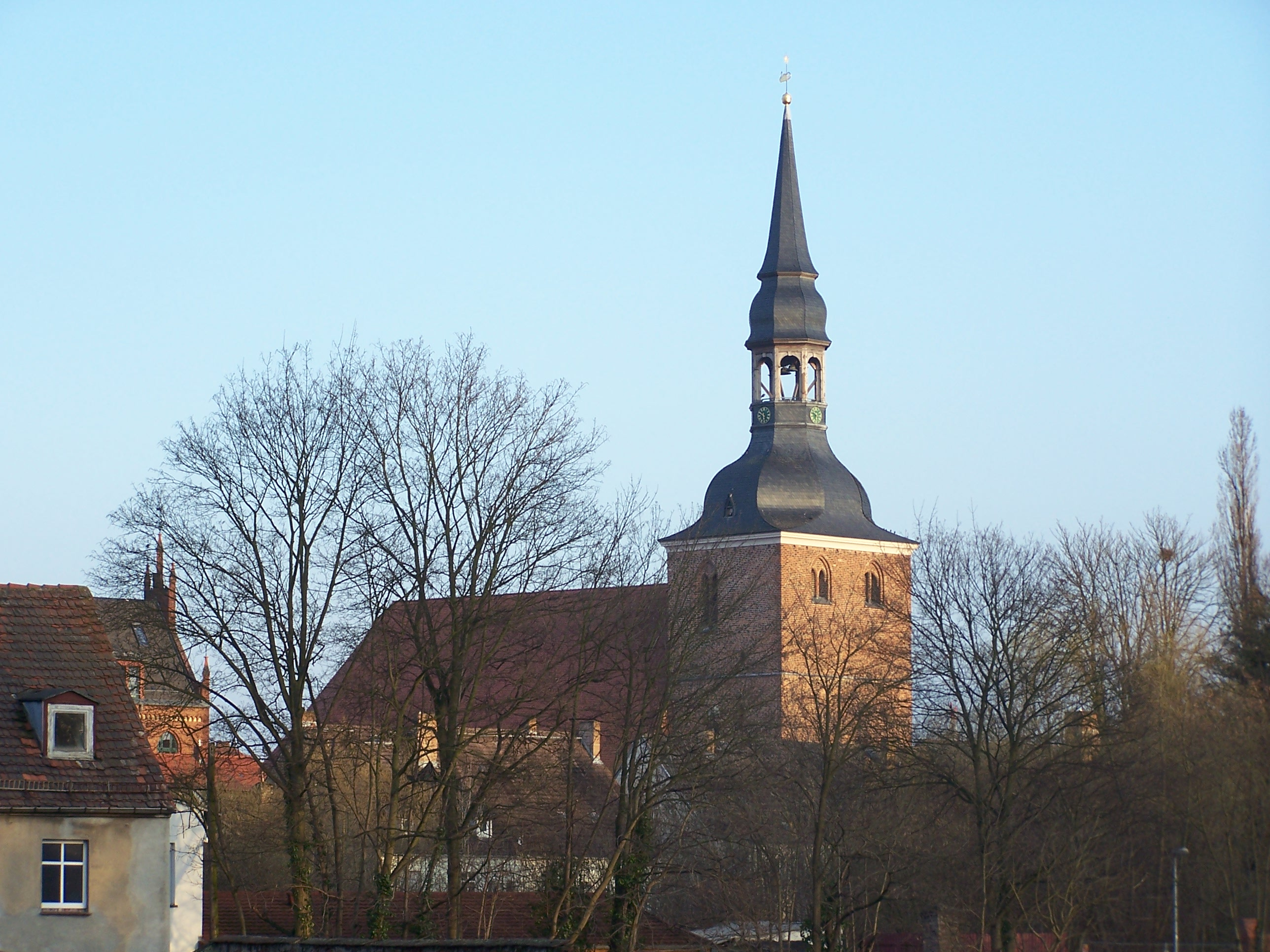
Evangelische Kirche St. Jacobi
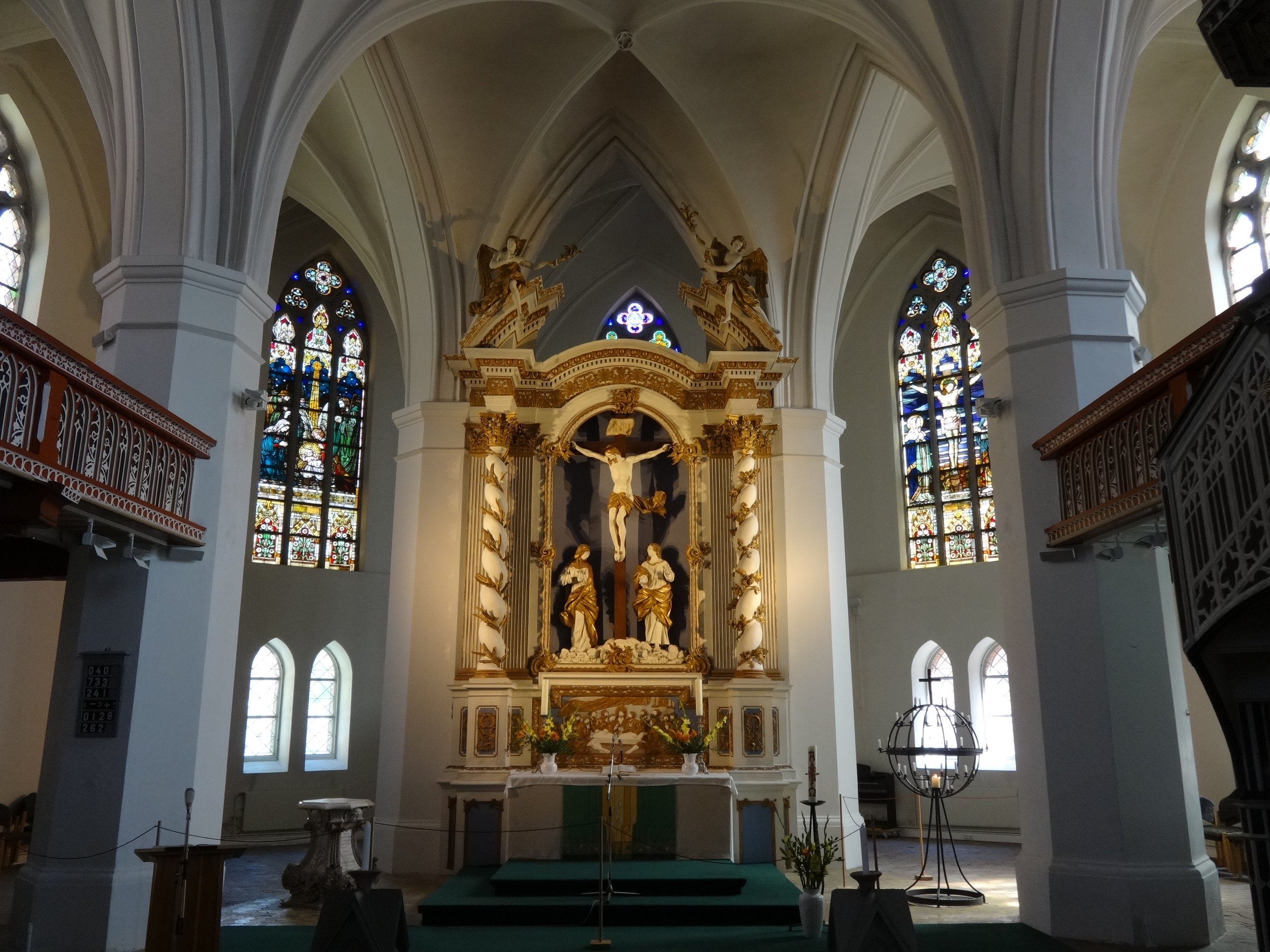
Hochaltar von St. Jacobi
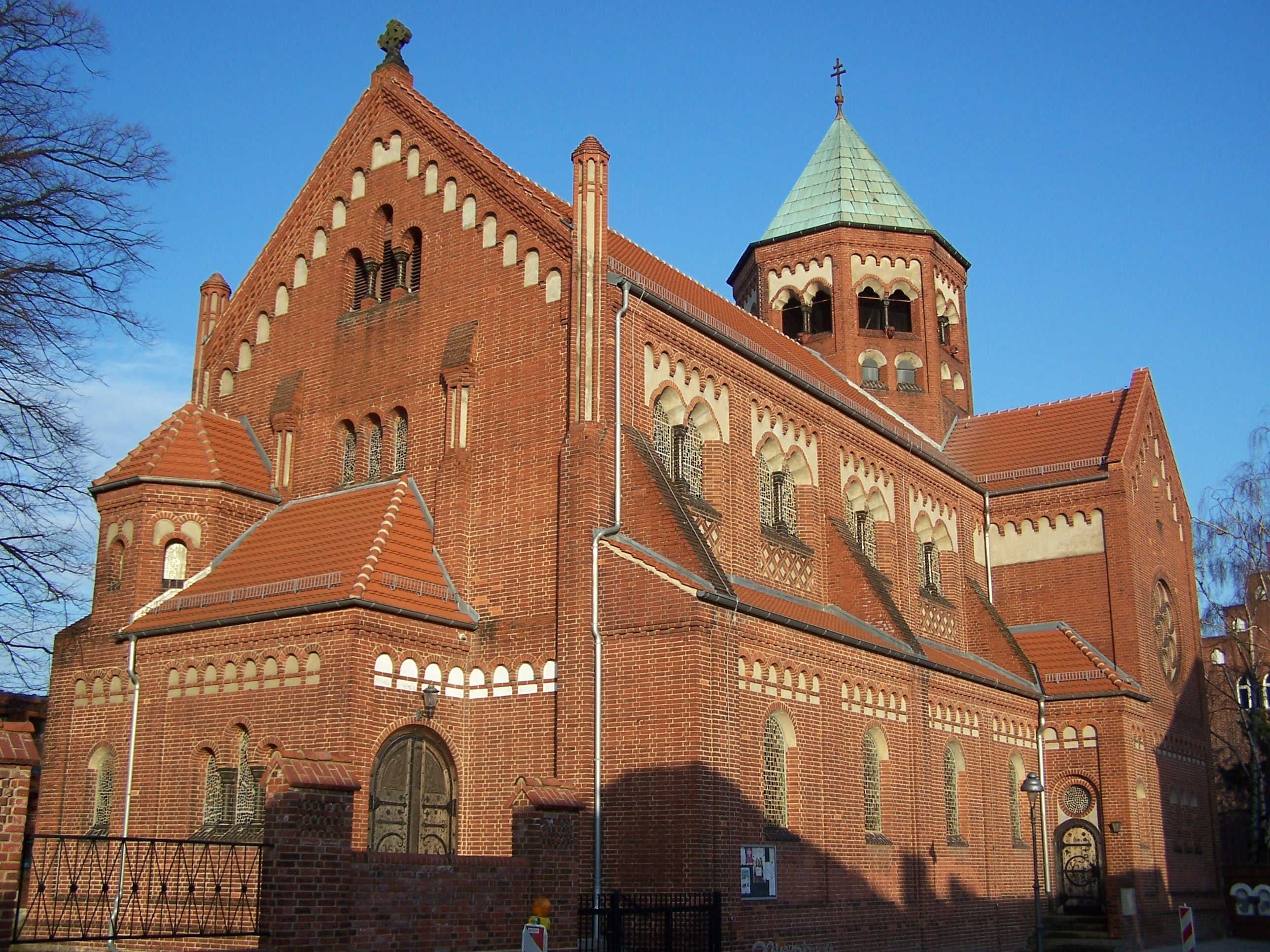
Katholische Kirche St. Peter und Paul
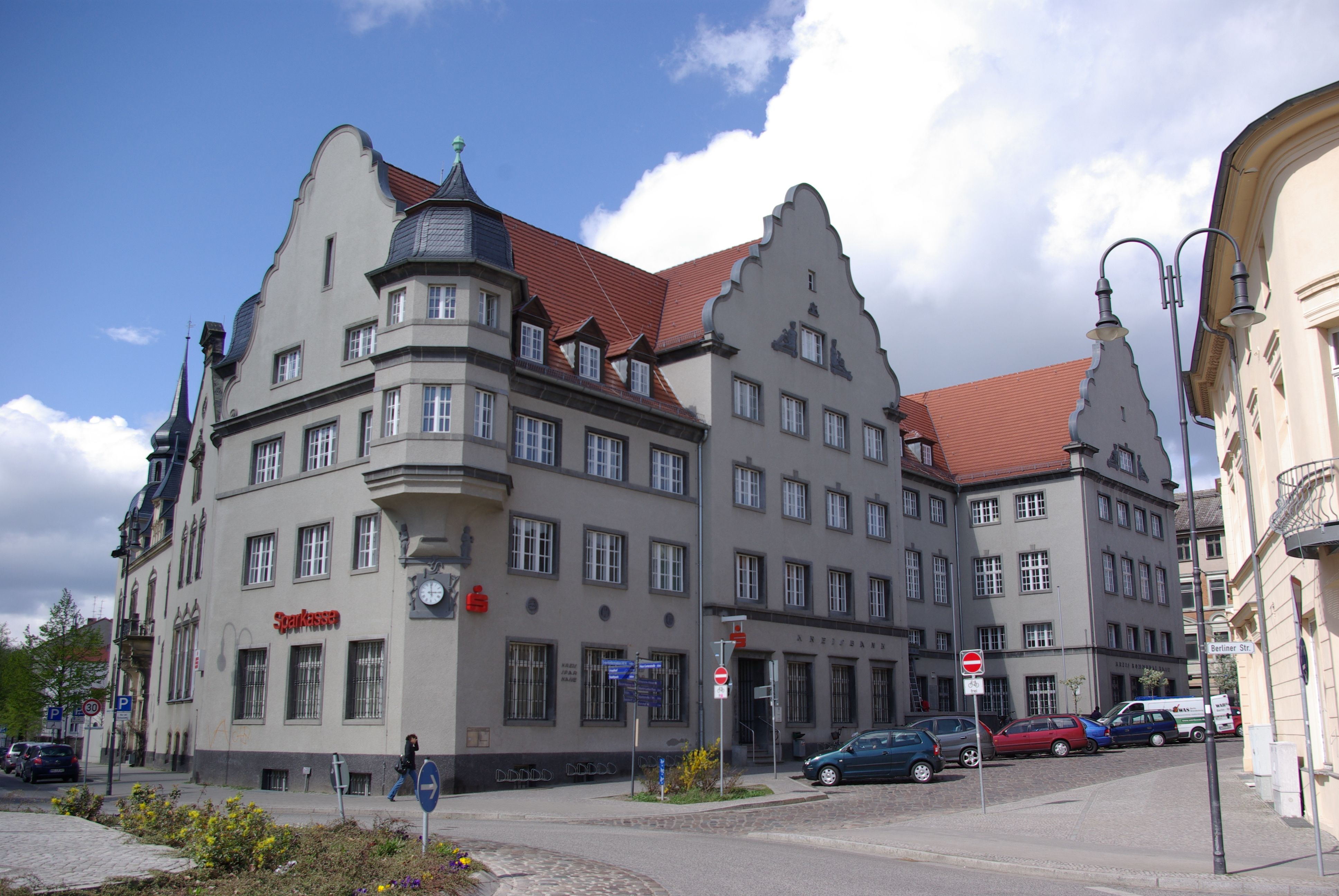
Gebäude des Landratsamtes aus der Kaiserzeit, gegenüber dem Rathaus.
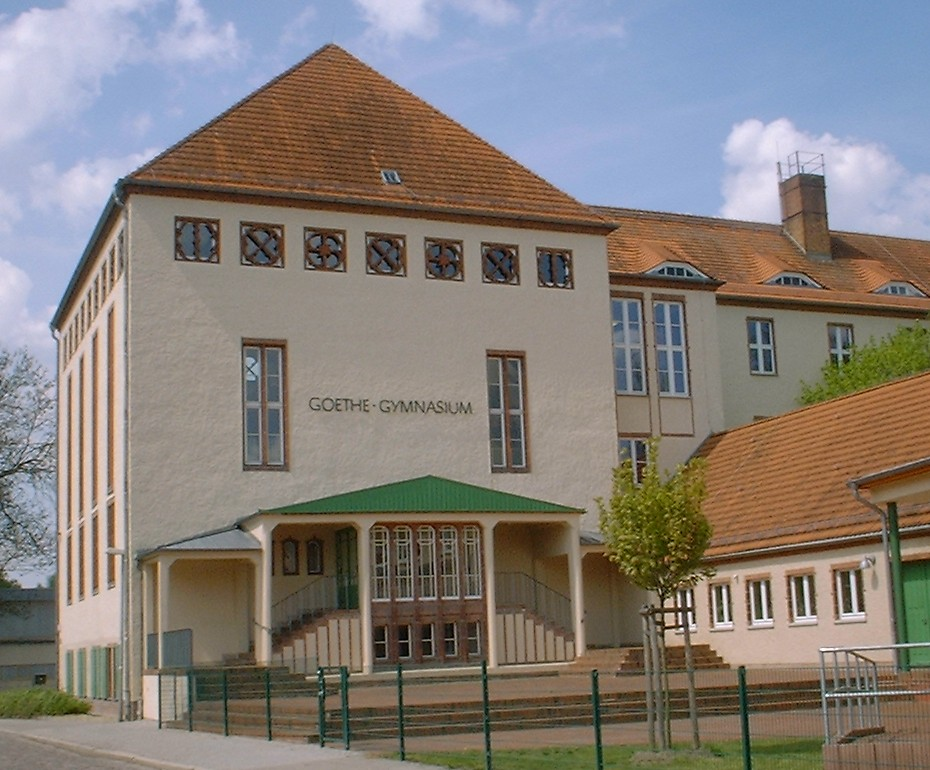
Гимназия имени Гёте
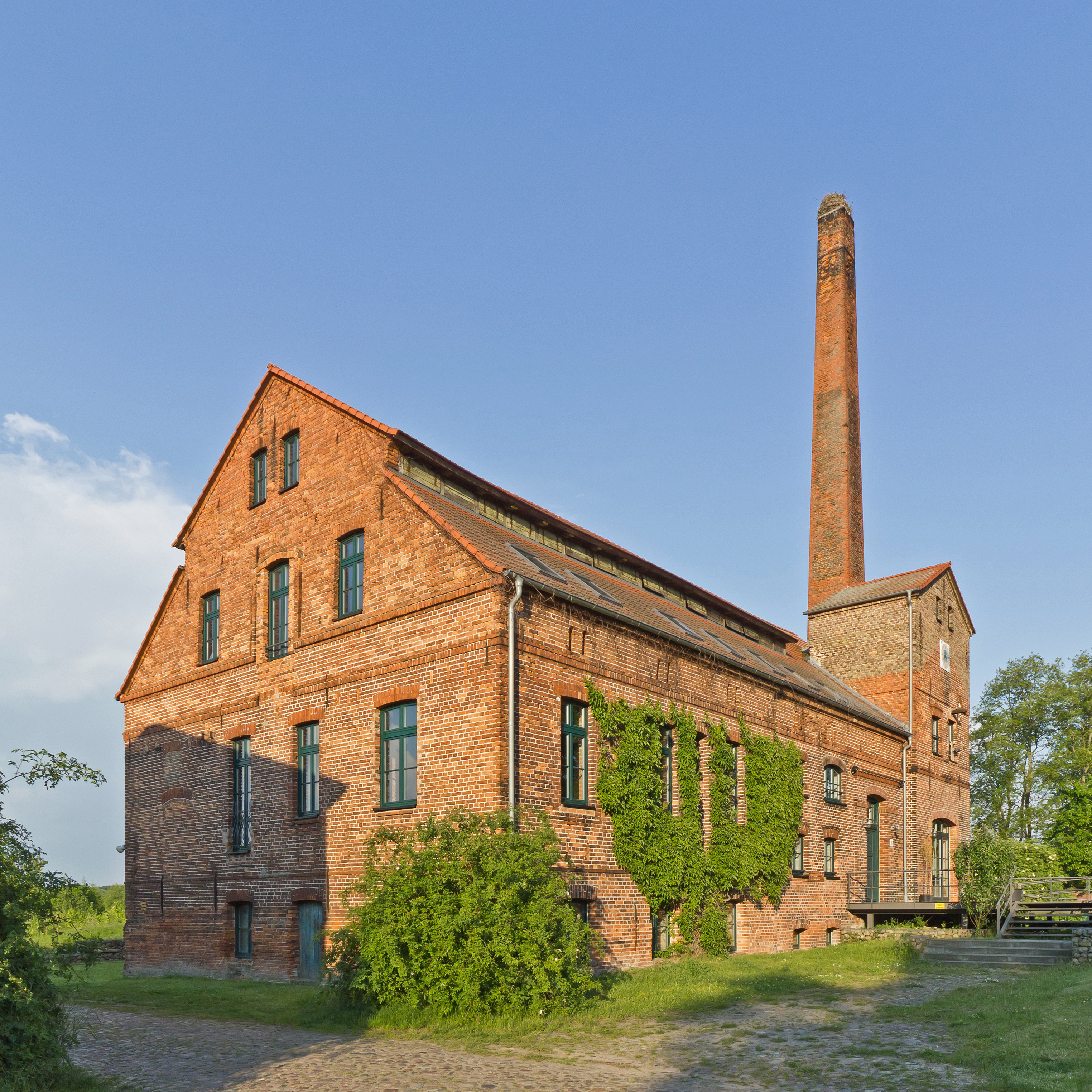
Риббек, бывшая винокурня
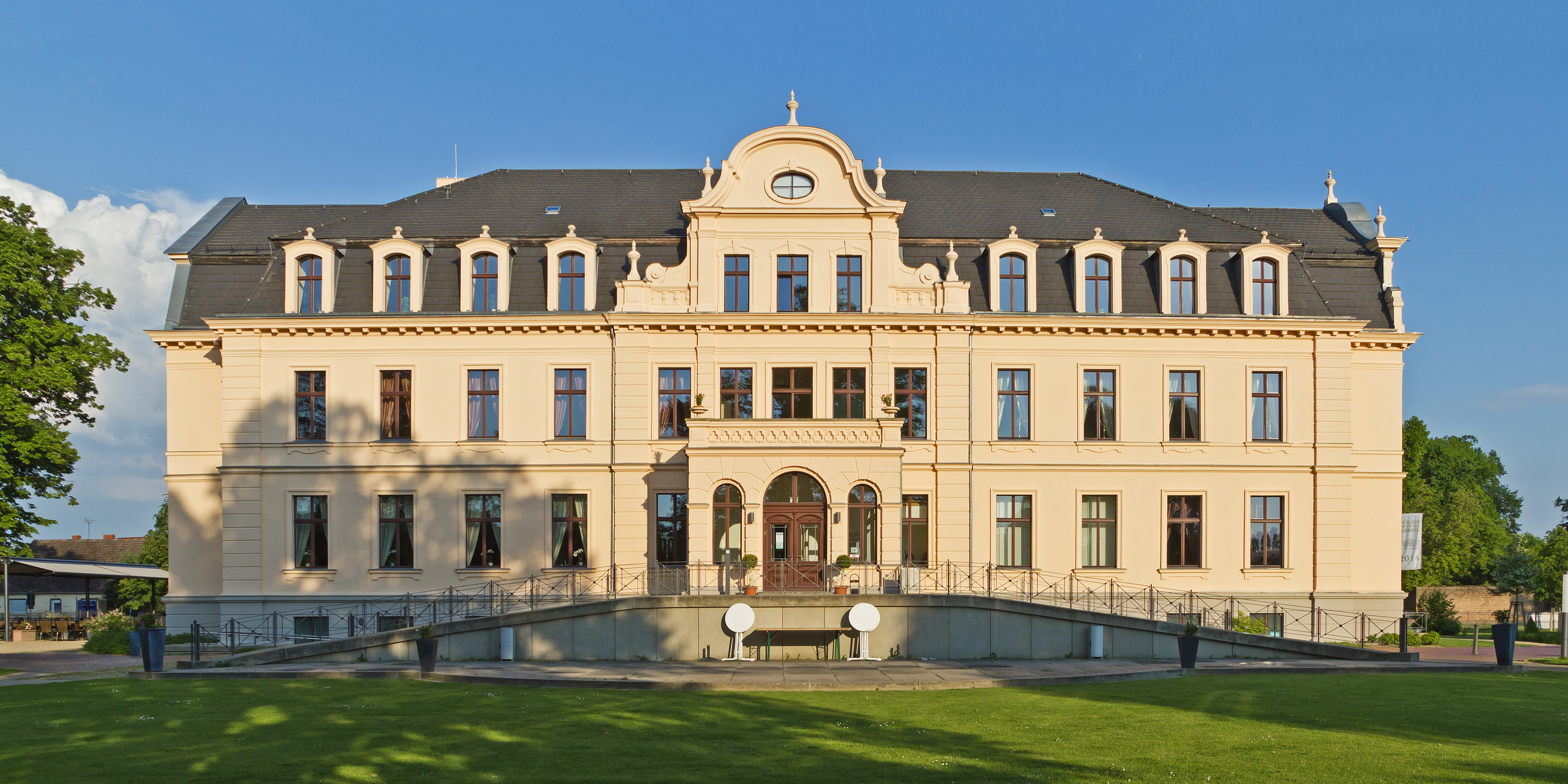
Риббек, замок